# Yarımcahan, Battalgazi
Yarımcahan là một xã thuộc huyện Battalgazi, tỉnh Malatya, Thổ Nhĩ Kỳ. Dân số thời điểm năm 2011 là 315 người.